# VII Всемирный фестиваль молодёжи и студентов
VII всемирный фестиваль молодёжи и студентов проходил с 26 июля по 4 августа 1959 года в Вене. Это был первый фестиваль молодёжи и студентов, состоявшийся в капиталистической стране, до этого фестивали проводились лишь в социалистических странах. Торжественное открытие состоялось на Венском городском стадионе в Пратере, но венская пресса обошла фестиваль молчанием.
В фестивале приняли участие 18 000 человек из 112 стран мира, это было почти вдвое меньше числа участников предыдущего, московского фестиваля 1957 года. Среди участников венского фестиваля удельный вес представителей Африки и Азии был выше, чем на предыдущих фестивалях. Культурная программа фестиваля включала более 800 художественно-зрелищных (не считая кино) и музыкально-концертных выступлений. ЦРУ во время фестиваля организовало бесплатную раздачу советским туристам издания в карманном формате на русском языке романа Б.Пастернака «Доктор Живаго». В спортивной части фестиваля был традиционно представлен футбол, где победу одержала сборная Венгрии.
О фестивале был снят документальный фильм «Весенний ветер над Веной» (оператор — Игорь Бессарабов).
Фестиваль прошёл под девизом «За мир и дружбу и мирное сосуществование».